# Glòria Rognoni i Planas
Glòria Rognoni i Planas (Barcelona, 27 de març de 1944 - Sant Cugat del Vallès, 1 d'agost de 2025) fou una actriu, dramaturga, professora i directora teatral. Va ser una de les fundadores de la companyia de teatre Els Joglars, en la qual treballà com a actriu i ajudant de direcció  fins al 1987. Posteriorment, a partir de l'any 1997, dirigí el grup de teatre social de l'entitat Femarec del barri de Sant Andreu de Barcelona, un projecte d'integració social i cultural per a col·lectius en risc d'exclusió. L'any 2015 va rebre el Premi Butaca Honorífic-Anna Lizaran.

## Carrera teatral
Va començar la seva carrera com a mim, al 1963, a la companyia Els Joglars, quan aquesta encara no s'havia professionalitzat, al costat d'Albert Boadella, Carlota Soldevila i Anton Font. A partir del 1968, va prendre un paper més rellevant en la companyia coincidint amb la seva professionalització.
Ha treballat amb la compositora Mercè Capdevila i Gayà i ha col·laborat sovint amb Teresa Calafell, per exemple, a la inauguració oficial dels Jocs Paralímpics de Barcelona i als muntatges Mori el Merma (1978, amb la companyia La Claca), Deliri (1987), La guinda (1998) o Un dia, una vida (2000), interpretada per persones amb diferents discapacitats. La mateixa Rognoni patia una paraplegia de les extremitats inferiors a causa dels danys rebuts a la columna vertebral en caure d'una estructura metàl·lica durant un assaig de l'espectacle Àlias serrallonga (1974) amb Els Joglars. El 1979 es va reincorporar a Els Joglars com a ajudant de direcció de Letius, una tasca que va desenvolupar fins a l’any 1987.

## Companyia de Teatre Femarec
La companyia de Teatre Femarec va ser creada l'any 1997 i des d'aleshores fou dirigida per Glòria Rognoni. Sota la seva direcció, la companyia ha actuat a Espanya, Portugal, Itàlia i Anglaterra amb disset espectacles.

## Premis
Entre altres premis i honors, Rognoni va rebre la Menció d'Honor dels Premis Ciutat de Barcelona 2004, el Premi Ciutat de Sant Cugat 2007, el Premi Arlequí de la Federació de Teatre Amateur 2009 i un Premi Butaca honorífic el 2015.